# Aristolochia argyroneura
Aristolochia argyroneura är en piprankeväxtart som beskrevs av Frederico Carlos Hoehne och Uribe. Aristolochia argyroneura ingår i släktet piprankor, och familjen piprankeväxter. Inga underarter finns listade i Catalogue of Life.